# Oliarus reducta
Oliarus reducta är en insektsart som först beskrevs av Walker 1870.  Oliarus reducta ingår i släktet Oliarus och familjen kilstritar. Inga underarter finns listade i Catalogue of Life.